# Sphaerokodisis flabellum
Sphaerokodisis flabellum is een zachte koraalsoort uit de familie Isididae. De koraalsoort komt uit het geslacht Sphaerokodisis. Sphaerokodisis flabellum werd in 1911 voor het eerst wetenschappelijk beschreven door Thomson & Mackinnon. 